# Накладені западини
Накладені западини (рос. наложенные впадины, англ. superimposed depressions; нім. aufgelagertes Becken n, überlagerte Senken f pl, überlagerte Vertiefungen f pl, Überlagerungssenken f pl, Überlagerungsvertiefungen f pl) — тектонічні депресії різного розміру і форми, що виникли на окр. ділянках еродованих складчастих споруд значно пізніше їх складчастості; осади, що виповнюють западини, залягають на структурах їх основи з різкою неузгодженістю.